# Mars Reconnaissance Orbiter
Mars Reconnaissance Orbiter (zkráceně MRO) je planetární sonda určená k průzkumu planety Mars z oběžné dráhy. Byla vypuštěna 12. srpna 2005, v březnu 2006 dosáhla Marsu a stala se třetí aktivní družicí Marsu (vedle sond Mars Express a Mars Odyssey) a celkově pátou aktivní sondou (na Marsu jsou ještě dvě vozítka programu Mars Exploration Rover) u této planety.
V roce 2014 rozhodla NASA o opětovném prodloužení mise sondy.Od roku 2021 zajišťuje spojení s vozítkem Perseverance.

## Přístroje a experimenty
- HiRISE (High Resolution Imaging Science Experiment) – polychromatická kamera pracující ve viditelné oblasti spektra s vysokým rozlišením (30–60 cm/pixel)
- CTX (Context Camera) – monochromatická kamera s širokoúhlým objektivem a nízkým rozlišením (8 m/pixel) pro snímky větších území pro lokalizaci snímků z kamery HiRISE
- MARCI (Mars Color Imager) – širokoúhlá globální barevná kamera snímkující ve viditelné a ultrafialové oblasti spektra pro pořizování synoptických snímků oblačnosti a sezonních změn povrchu, zejména polárních čepiček
- CRISM (Compact Reconnaissance Imaging Spectrometer for Mars) – hyperspektrální zobrazující spektrometr pro informace o složení povrchu, zejména pro zjišťování přítomnosti minerálů obsahujících vodu
- MCS (Mars Climate Sounder) – radiometr pracující ve viditelné a infračervené oblasti spektra pro měření výškového profilu teplot, obsahu vodní páry a prachu v atmosféře a ledu nebo jinovatky na povrchu planety
- SHARAD (Shallow Radar) – radiolokátor pro zjišťování přítomnosti vodního ledu v hloubkách do 1 kilometru pod povrchem terénu

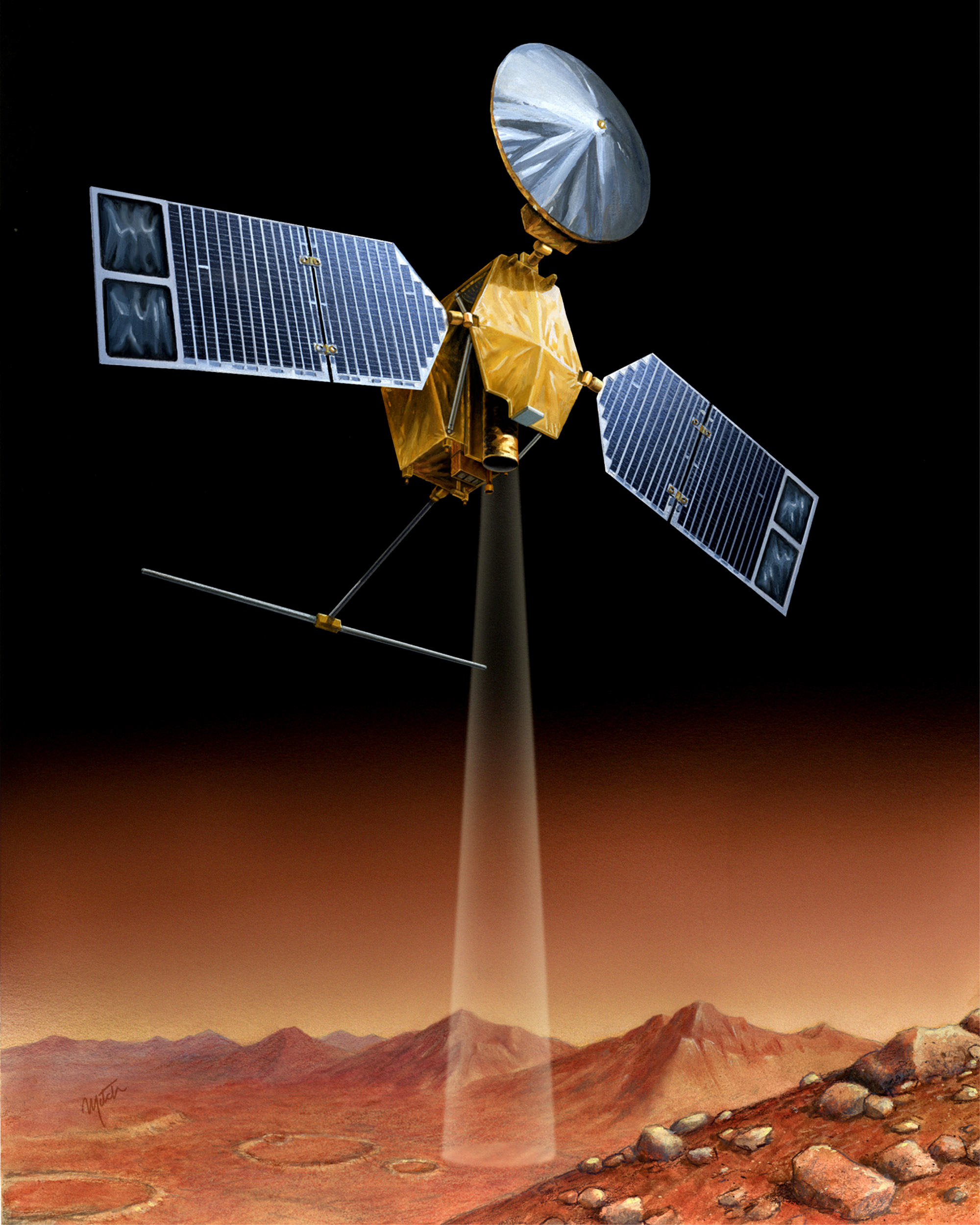
Mars Reconnaissance Orbiter při průzkumu Marsu

Provozního vybavení sondy je využito k těmto experimentům:
- Gravity Field Investigation Package – experimenty pro výzkum gravitačního pole
- Atmospheric Structure Investigation Accelerometers – akcelerometry pro výzkum výškového profilu hustoty atmosféry během atmosférického brzdění

Dále sonda nese tři technické experimenty v rámci vývoje budoucích sond:
- Electra UHF Communications and Navigation Package – komunikační a navigační soubor pro přenos dat mezi Zemí a sondami na povrchu planety a pro jejich lokalizaci
- Prototyp komunikačního zařízení pracujícího v pásmu 20–30 GHz.
- Optical Navigation Camera – optická navigační kamera pro určování polohy sondy pomocí snímků měsíců Phobos a Deimos.

## Průběh letu

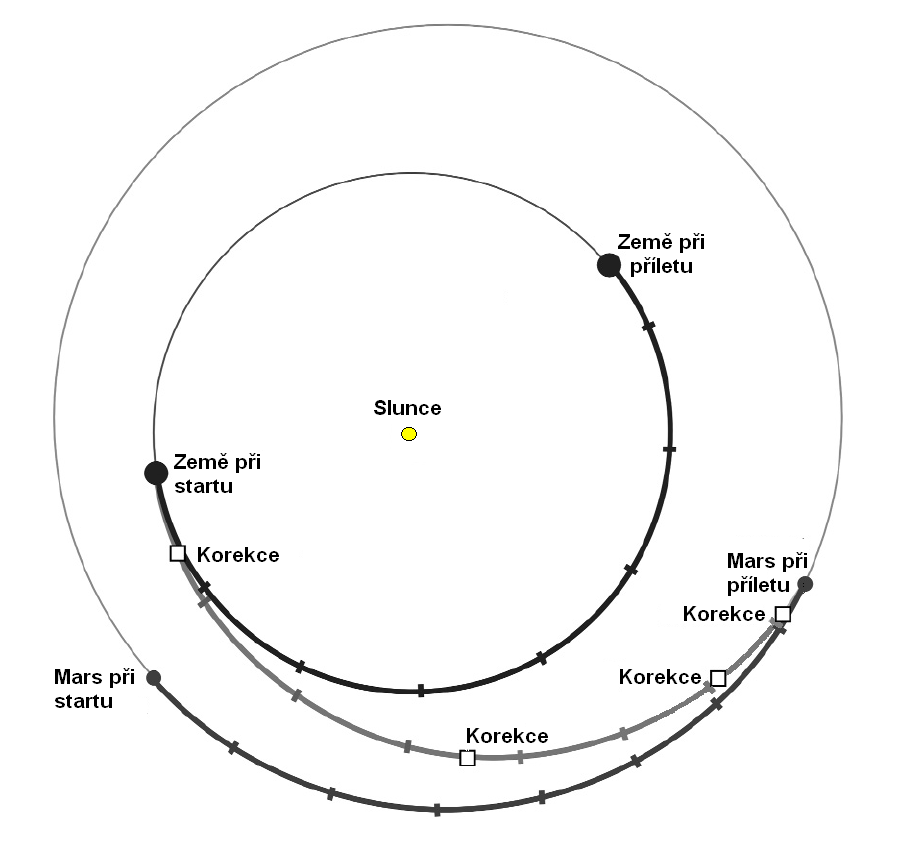
Dráha sondy - zarážky na drahách jsou po měsíci

Sonda byla vypuštěna z kosmodromu Kennedy Space Center na Floridě 12. srpna 2005 dvoustupňovou nosnou raketou Atlas V Model 4001. Pomocí šesti hydrazinových motorů byla 10. března 2006 navedena na silně excentrickou oběžnou dráhu kolem planety. Dne 24. března 2006 sonda pořídila první snímky povrchu Marsu kamerou HiRISE z výšky 2 489 km s rozlišením 2,49 m/px. Poté nastala fáze brzdění s využitím atmosféry (tzv. aerobraking), která trvala v období od března do listopadu 2006, než bylo dosaženo potřebné nižší dráhy. Teprve poté započal vlastní vědecký výzkum planety, přičemž základní vědecká mise je plánována do prosince 2008. Hlavním cílem výzkumů je snímkování povrchu s vysokým rozlišením, což umožní detailní naplánování dalších expedic automatických sond. V období od ledna 2009 do prosince 2010 byla sonda využívána jako retranslační družice pro zajišťování spojení s jinými sondami a automatickými laboratořemi na povrchu Marsu. V roce 2014 bylo rozhodnuto o prodloužení mise na neurčito, od roku 2021 sonda zajišťuje spojení s vozítkem Perseverance.